# 長谷川端
長谷川 端（はせがわ ただし、1934年1月27日 - ）は、日本の日本中世文学研究者、中京大学名誉教授。中世軍記物語が専門。

## 来歴
1934年群馬県高崎市生まれ。1952年群馬県立高崎高等学校卒業。1956年慶應義塾大学文学部仏文学専攻卒業。1959年同大学院修士課程修了。1962年同大学院文学研究科博士課程単位取得退学。
椙山女学園大学短期大学部、中京大学などで非常勤講師。
1987年「太平記の研究」で文学博士の学位を取得（慶應義塾大学）。
1989年3月から5月、国際交流基金より、カイロ大学文学部の客員教授として派遣され、3・4年生の学生を対象に日本中世文学の集中講義を実施。
中京大学文学部助教授、教授、2007年定年退任、名誉教授。

## 著書
- 『太平記の研究』汲古書院　1982
- 『太平記 創造と成長』三弥井書店　2003

## 共編著
- 『太平記　鑑賞日本の古典』鈴木登美恵共著　尚学図書　1980
- 『太平記とその周辺』編　1994　新典社研究叢書
- 『太平記の成立』編　汲古書院　1998　軍記文学研究叢書
- 『承久記・後期軍記の世界』編　汲古書院　1999　軍記文学研究叢書
- 『太平記の世界』編　汲古書院　2000　軍記文学研究叢書
- 『太平記の時代 論集』編著　2004　新典社研究叢書

## 校訂・訳
- 『版本太平記抄』水原一共編　桜楓社　1989
- 『太平記 中京大学図書館蔵』全4　1990　新典社善本叢書
- 『新編日本古典文学全集 太平記』全4 校注・訳　小学館　1994-1998
- 『太平記を読む 新訳』第4-5巻　おうふう　2007（安井久善の後を受けた）

## 参考
- 長谷川端先生略歴 (長谷川端教授・熊田淳美教授 御退職記念) 中京国文学 2007